# Mărunței (gmina Colonești)
Mărunței – wieś w Rumunii, w okręgu Aluta, w gminie Colonești. W 2011 roku liczyła 225 mieszkańców.